# Station Fenain
Station Fenain is een spoorwegstation in de Franse gemeente Fenain. Het station is gesloten.